# Volvo Open 65
Volvo Open 65 (VO65), es la denominación de los yates de regata diseñados para la Volvo Ocean Race 2014–15, y que se volvieron a usar en la Volvo Ocean Race 2017–18 y en la Ocean Race 2023.
Sustituyen a los de la clase Volvo Open 70 utilizados en la edición anterior.
Su fabricación dura 7 meses. A cada barco solo se le permite llevar 8 juegos de velas a bordo. Se amplían de 4 a 8 el número de mamparos con respecto a los Volvo Open 70, lo que refuerza y hace más sólida la estructura de la embarcación.
Se trata de un diseño de Farr Yacht Design  y todas las unidades se construyen exactamente igual en las siguientes empresas:
- Persico (Italia): El casco y  la estructura interna.
- Multiplast (Francia): La cubierta y algunos componentes.
- Decision (Suiza): La estructura interna.
- Green Marine (Reino Unido): El ensamblaje final y la mayoría de componentes (cocina, estación multimedia, timones, etc.)

## Especificaciones técnicas
- Quilla: El calado máximo se aumentó de 4,5 a 4,7 metros, con lo que la quilla es más larga y más ligera.
- Estructura: Hay ocho mamparos en el interior del Volvo Ocean 65, mientras que en los Volvo 70 había solamente cuatro. Este incremento supone una estructura más fuerte y más sólida, a la que se le puede exigir más dureza e ir más rápido.
- Proa inversa: La proa inversa está diseñada para maximizar la eslora en la línea de flotación y aumentar la velocidad del casco, aunque produce mucha agua a bordo.
- Tanques de lastre: Los Volvo Ocean 65 tienen dos tanques de lastre de agua detrás y uno delante. Los tanques facilitan el adrizamiento, por lo que le dan velocidad al barco. Están ubicados en la parte trasera del barco porque su peso ayuda a levantar la proa, lo que ayuda al barco a cruzar mejor las olas y a mantener velocidades de vértigo en mares complicados.
- Paquete multimedia a bordo: Hay cinco cámaras fijas y dos enlaces, que se combinan para cubrir todos los ángulos. Las cámaras pueden ser controladas de forma remota, mientras que nuevos micrófonos permitirán grabar voz en lugares diferentes, tienen más protección al viento y al agua, con lo que se pueden hacer entrevistas en la bañera.

| Especificaciones técnicas                      | Especificaciones técnicas                                          |
| ---------------------------------------------- | ------------------------------------------------------------------ |
| Eslora                                         | 20,37 m (66,83 pies)                                               |
| Eslora en flotación (diseño)                   | 20,00 m (65 pies)                                                  |
| Eslora total (incluido bauprés)                | 22,14 m (72,63 pies)                                               |
| Manga                                          | 5,60 m (18,37 pies)                                                |
| Máximo calado                                  | 4,78 m (15,68 pies)                                                |
| Desplazamiento (vacío)                         | 12 500 kg                                                          |
| Quilla                                         | Quilla pivotante +/- 40 grados con 5 grados de inclinación del eje |
| Delanteras                                     | Dos orzas simétricas delanteras, triangulación dentro del caso     |
| Timones                                        | Doble timón – en composite                                         |
| Lastres de agua en la popa (tanques laterales) | Dos tanques de 800 litros bajo la bañera y en el espejo de popa    |
| Lastres de agua delanteros (TC)                | Tanque central de 1100 litros a proa del mástil                    |
| Altura del palo                                | 30,30 m (99,4 pies)                                                |
| Juego de Jarcia                                | Dos estays de popa y checkstays con deflectores                    |
| Longitud bauprés                               | 2,14 m (7 pies)                                                    |
| Superficie vélica                              |                                                                    |
| Vela mayor                                     | 163 m²                                                             |
| Vela de proa                                   | 133 m²                                                             |
| En ceñida                                      | 468 m² (mayor y masthead Código 0) 296 m² (mayor y vela de proa)   |
| En empopada                                    | 578 m² (mayor y A3)                                                |
| Motor                                          |                                                                    |
| Modelo                                         | Volvo Penta D2-75 con S-Drive                                      |
| Potencia Motor                                 | 55/75 kW/CV                                                        |
| Potencia en hélice                             | 53/72 kW/CV                                                        |
| Revoluciones                                   | 3000 rpm                                                           |
| Nº Cilindros                                   | 4                                                                  |
| Cilindrada                                     | 2.2 L                                                              |
| Alternador                                     | 12V 115A con regulador integrado                                   |
| Peso                                           | 264Kg                                                              |
| Transmisión                                    | Inversora de cola 150S con hélice de dos palas plegables           |

## Velas
En 2014-15, cada monotipo Volvo Open 65 dio la vuelta al mundo con 11 velas de regata y un tormentín, lo que supuso una gran reducción con respecto al inventario que llevaban en anterior ediciones con un significante ahorro de costes. Solo se permitía llevar ocho velas a bordo, sin recortes y con solo cuatro velas de repuesto.
En la edición 2017-18 incluye una nueva vela de ceñida con poco viento (J0) y, con la excepción del tormentín, todas las velas pueden variar de peso dentro del proceso 3Di de North Sails, usando las cintas preimpregnadas hechas de fibras amarillas de Twaron Aramid y blancas de Dyneema SK75 (RAW760 amarillo). El carbono no está permitido en las velas porque podría interferir con las señales de los satélites, algo esencial para la comunicación y la transferencia de datos. Los equipos pueden adquirir dos velas de cada tipo para la regata y otras seis velas adicionales para entrenar antes de la salida de la regata. Solo se pueden comprar dos velas mayores.
| Modelo                    | Superficie | Material             | Material      | Detalles | Uso |
| ------------------------- | ---------- | -------------------- | ------------- | --- | --- |
| Mayor                     | 161,8m²    | 3Di, RAW760 amarillo | 27000 dpi     | 3 rizos, 6 sables                                                                                               | Siempre |
| J0                        | 171,3m²    | 3Di, RAW760 amarillo | 22400 dpi.    | Vela de proa que se saca con el botalón y que va a la escota del foque por delante de la posición del outrigger | En ceñida con vientos de suaves a moderados (6-13 nudos) y a un largo justo.                                  |
| J1                        | 132m²      | 3Di, RAW760 amarillo | 23800 dpi.    | Enrollada en un estay de proa. Sables horizontales, dos forzados.                                               | En ceñida con vientos de suaves a moderados (8-15 nudos) y a un largo.                                        |
| J2                        | 86,6m²     | 3Di, RAW760 amarillo | 32800 dpi.    | Con enrollador y sables verticales.                                                                             | Ideal cuando hay entre 13 y 25 nudos. Se usa de ceñida con viento fresco y de popa,también con viento fuerte. |
| J3                        | 44,5m²     | 3Di, RAW760 amarillo | 32000 dpi.    | Con enrollador.                                                                                                 | Ideal cuando hay entre 22 y 35 nudos. Uso similar al del J2 con viento fuerte.                                |
| A3 (Gennaker)             | 375m²      | 3Di, RAW760 amarillo | 7650 dpi.     | Con enrollador.                                                                                                 | Solo se usa de popa con ángulos abiertos, con TWA de 120 y superiores.                                        |
| FR0 (Código 0 fraccional) | 235m²      | 3Di, RAW760 amarillo | 16800 dpi.    | - | Vela de popa que se usa con viento fresco y a un largo. También se utiliza con viento suave de popa.          |
| MH0 (Código 0)            | 305m²      | 3Di, RAW760 amarillo | 13600 dpi.    | - | Viento suave (0 a 6 nudos). También se usa a un largo con condiciones moderadas y de popa con viento fuerte.  |
| Tormentín                 | 29,7m²     | Spectra S395.        | Spectra S395. | - | Para más de 35 nudos.                                                                                         |

## Tripulación
El diseño de las tripulaciones en la edición 2017-18 fue concebido para dar mayor flexibilidad a los equipos y para abrir el camino a las mujeres para que puedan competir en la regata, las nuevas reglas establecen que los patrones tienen la opción de cambiar de tripulantes de una etapa a otra. Con la nueva regla, los patrones podrán tener hasta tres tripulantes extra si optan por una tripulación mixta, lo que puede aportarles grandes beneficios en la vida a bordo, el sistema de guardias y otros muchos aspectos.
El número de regatistas permitidos en una tripulación exclusivamente masculina se reduce de ocho a siete, pero un equipo puede añadir hasta dos tripulantes femeninas para hacer un total de nueve.
Los patrones pueden llevar 10 tripulantes si el equipo está formado por cinco hombres y cinco mujeres, y si una tripulación es exclusivamente femenina podrá tener 11 tripulantes.
| Nº de regatistas | Combinaciones de tripulación | Combinaciones de tripulación | Combinaciones de tripulación | Combinaciones de tripulación |
| ---------------- | ---------------------------- | ---------------------------- | ---------------------------- | ---------------------------- |
| 7                | 7 hombres                    | 7 hombres                    | 7 hombres                    | 7 hombres                    |
| 8 - 9            | 7 hombres                    | 1 mujer                      | 7 mujeres                    | 1 hombre                     |
| 8 - 9            | 7 hombres                    | 2 mujeres                    | 7 mujeres                    | 2 hombres                    |
| 10               | 5 mujeres y 5 hombres        | 5 mujeres y 5 hombres        | 5 mujeres y 5 hombres        | 5 mujeres y 5 hombres        |
| 11               | 11 mujeres                   | 11 mujeres                   | 11 mujeres                   | 11 mujeres                   |

## Barcos

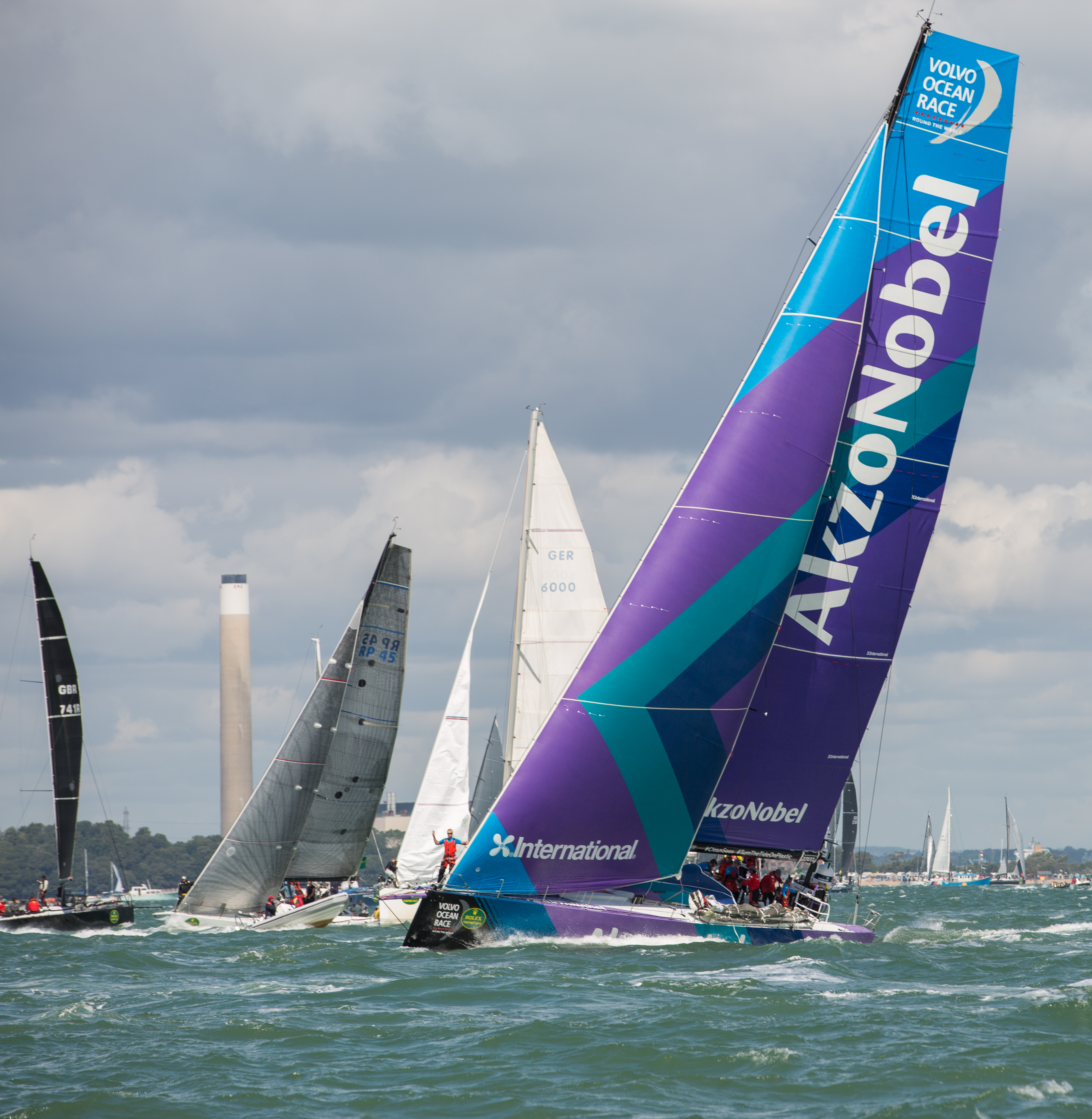
Team AkzoNobel
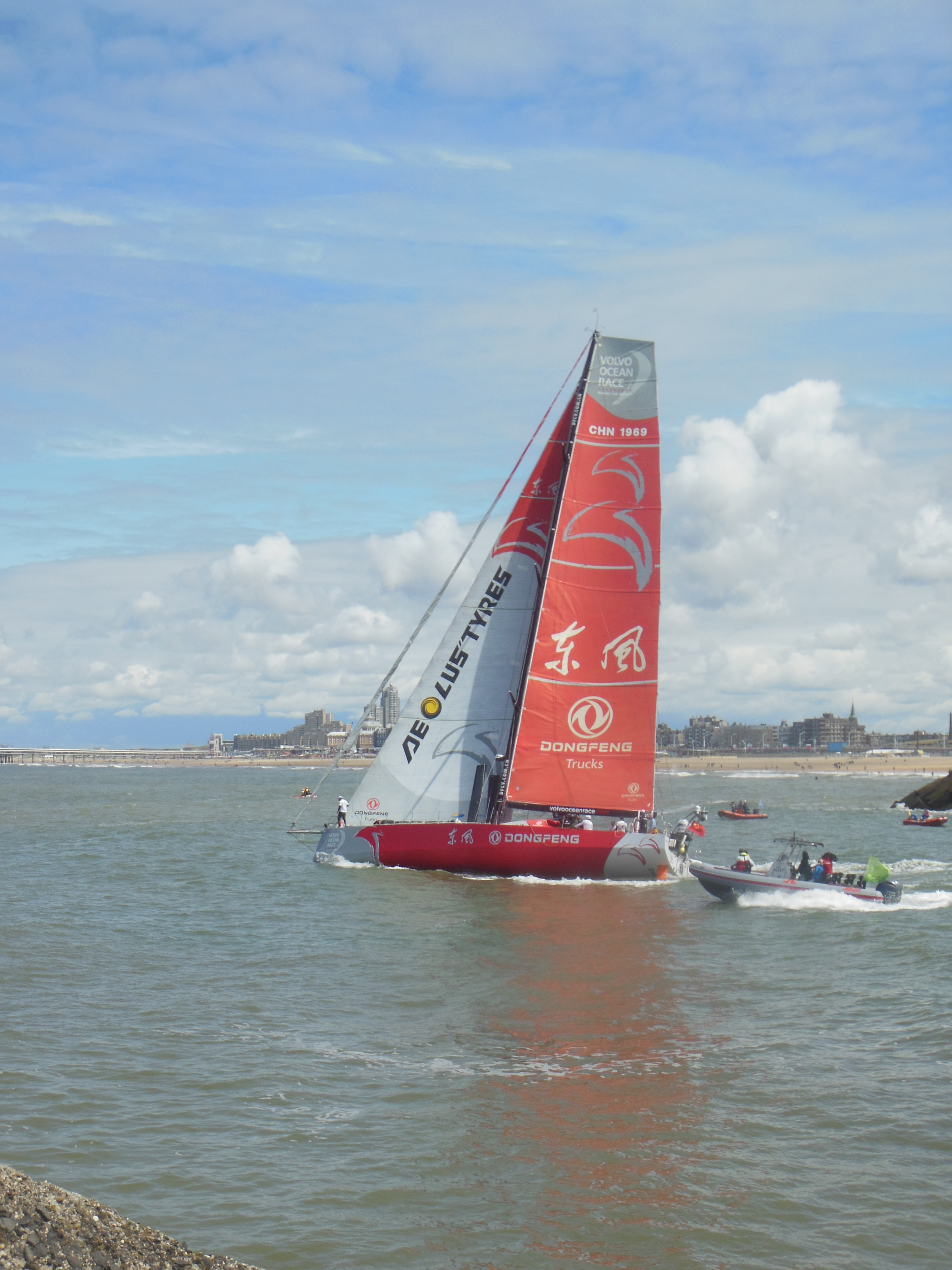
Dongfeng Race Team
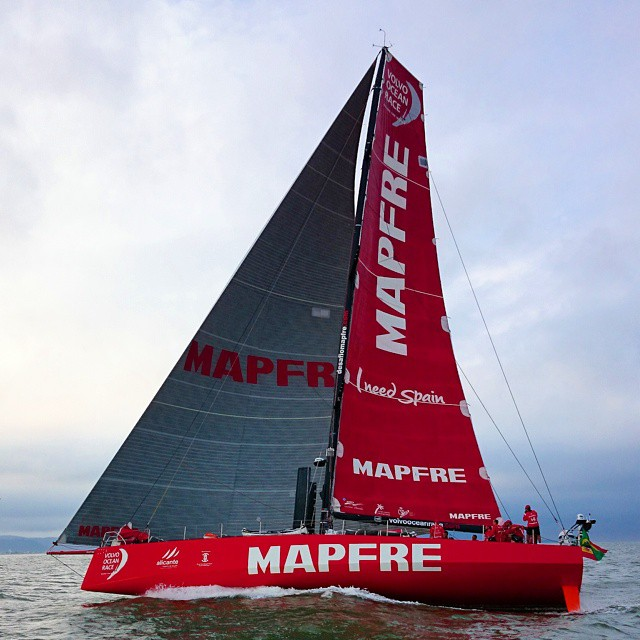
MAPFRE
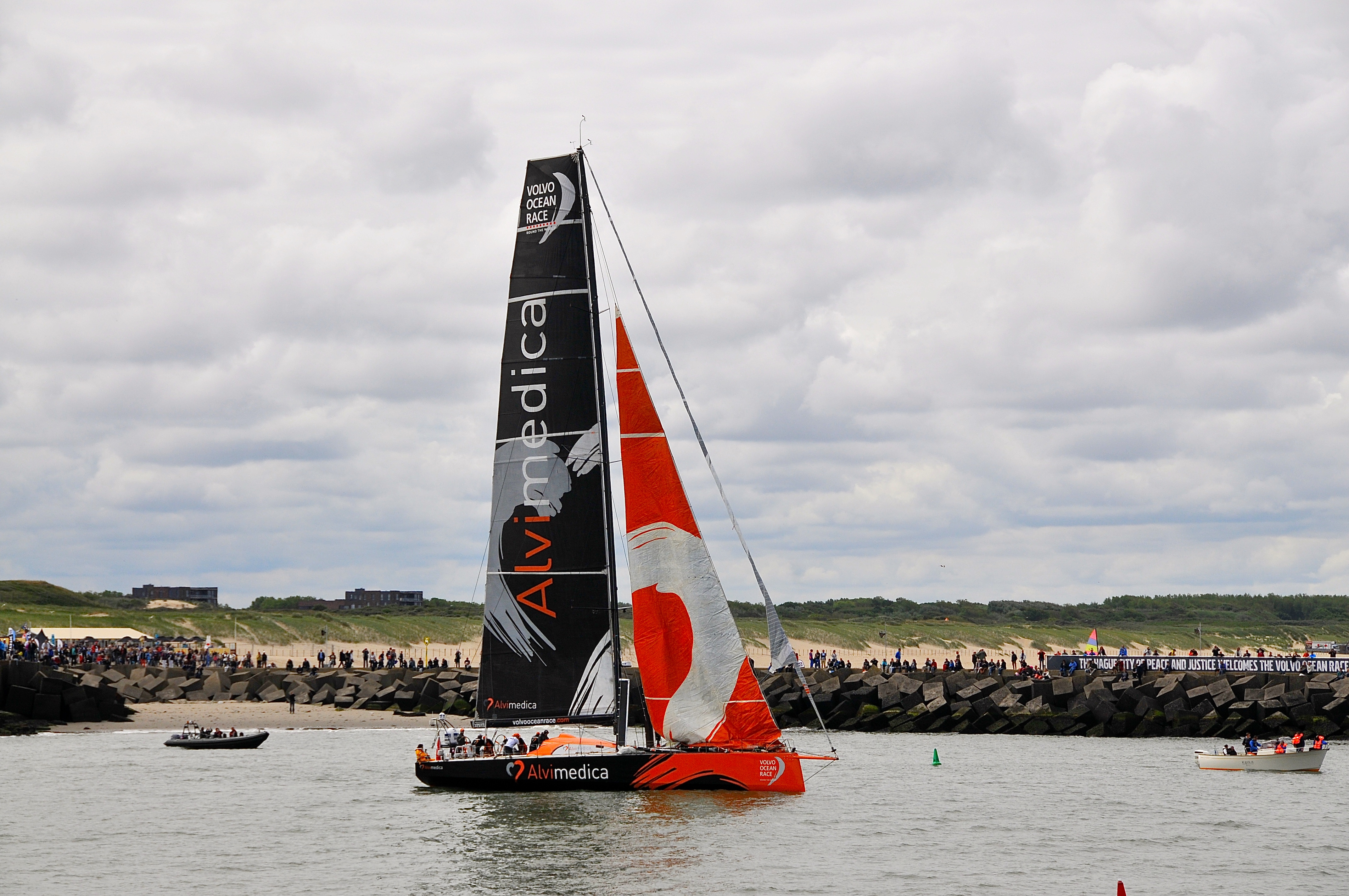
Vestas 11th Hour Racing
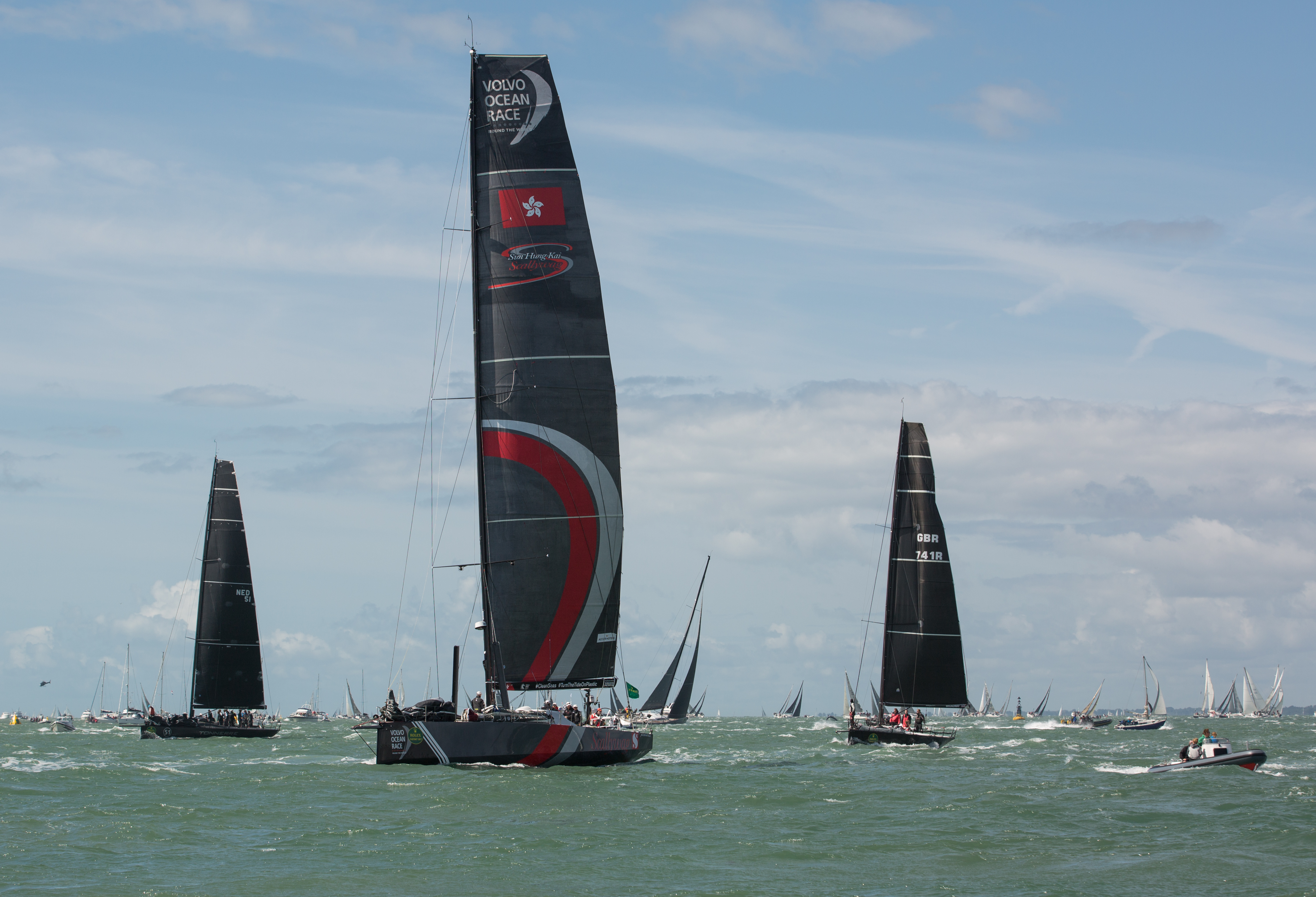
Team Sun Hung Kai/Scallywag
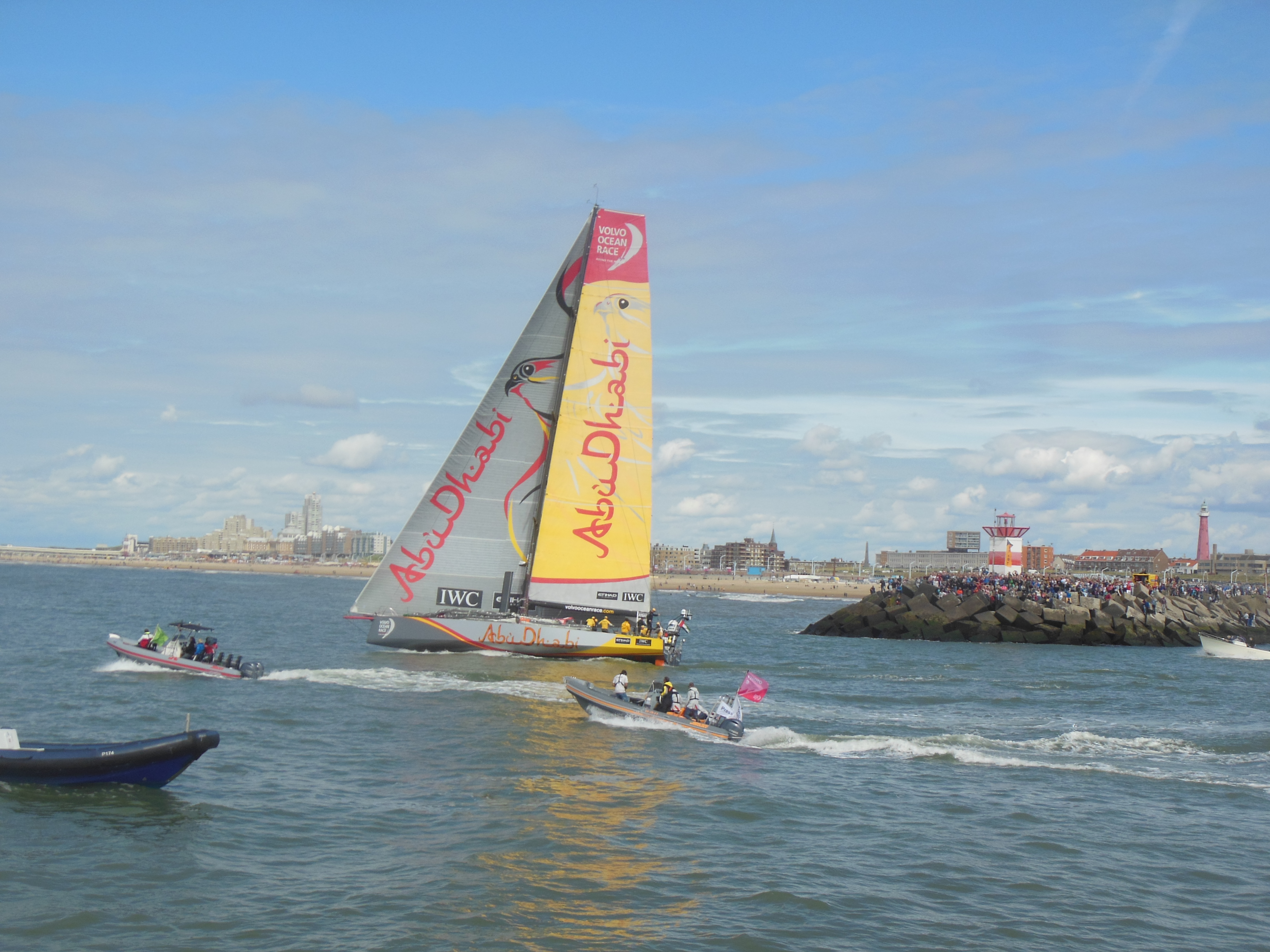
Abu Dhabi Ocean Racing
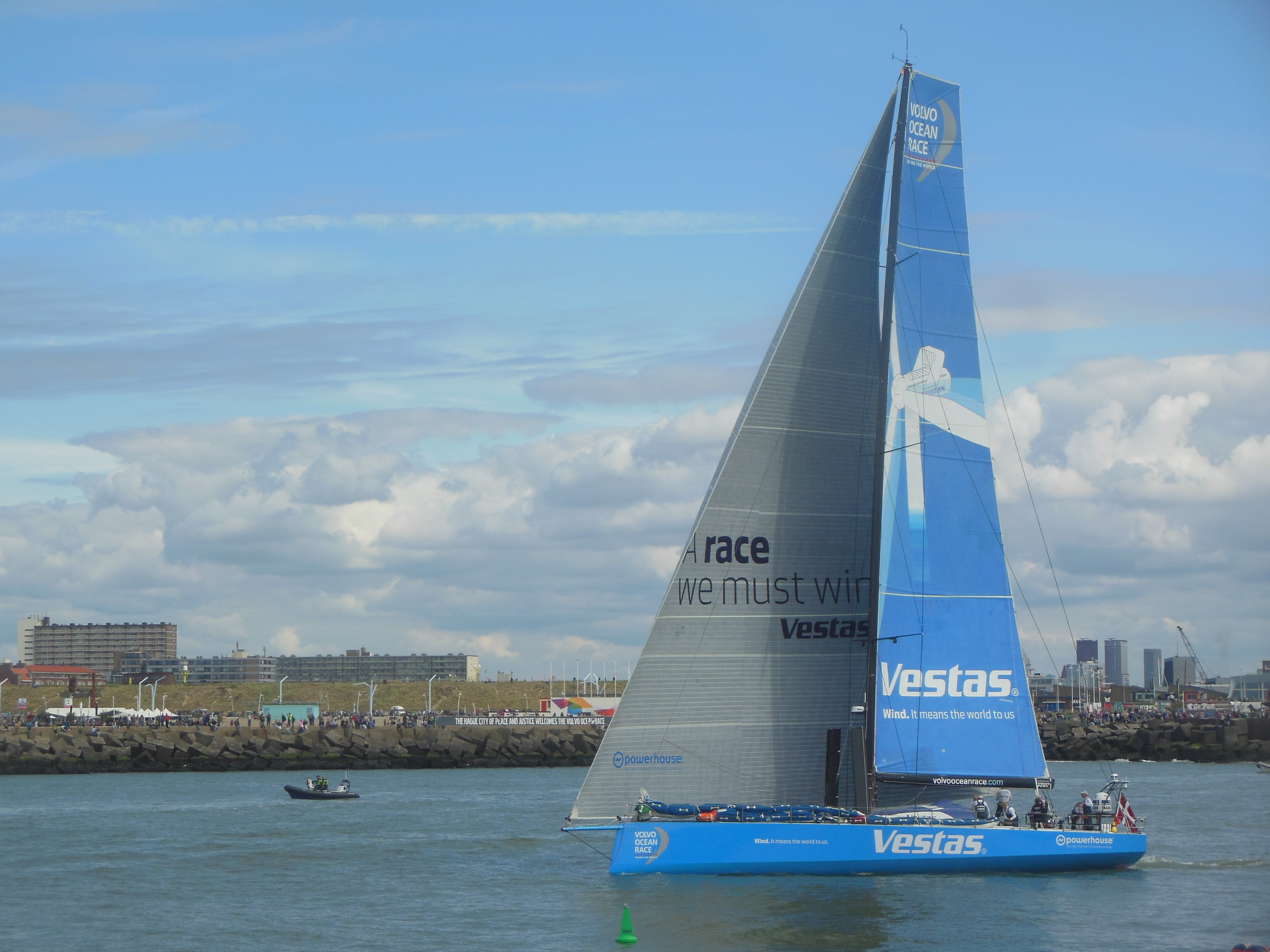
Turn the Tide on Plastic
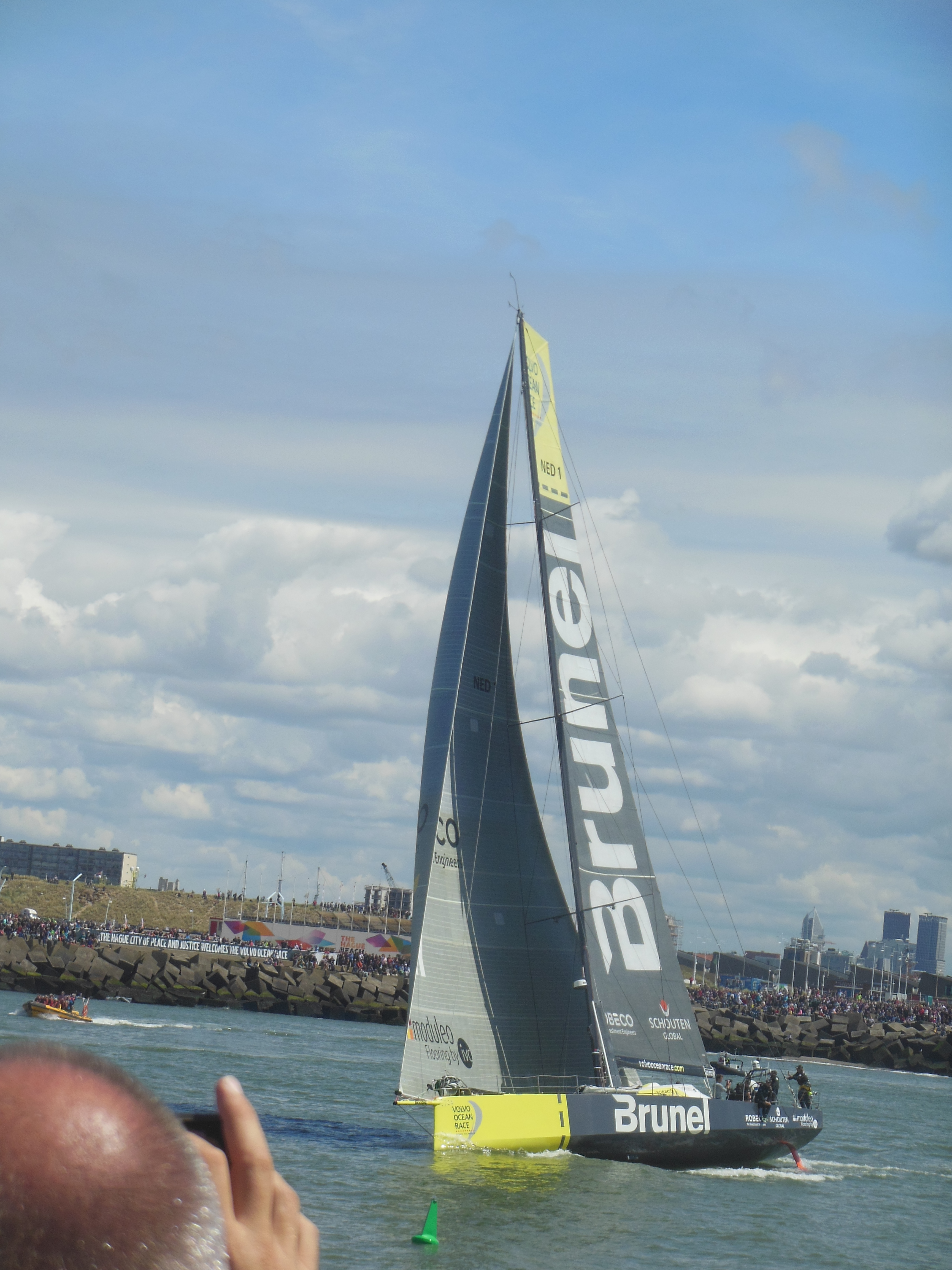
Team Brunel
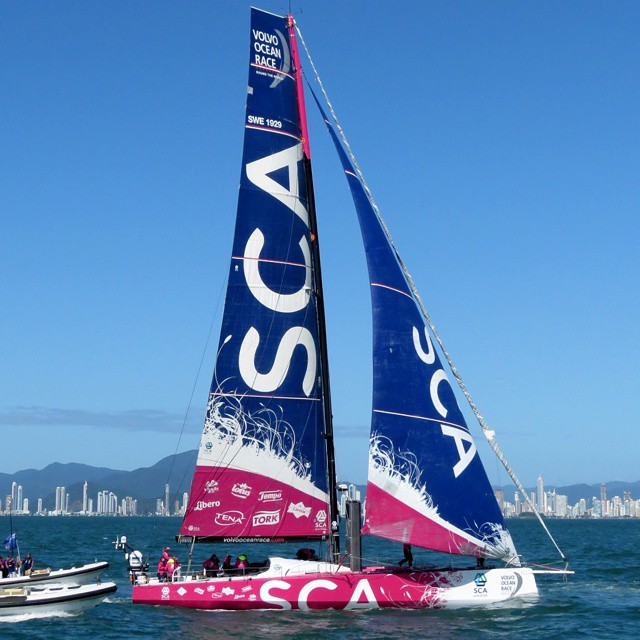
Team SCA